# Cratere Abetti
Abetti è un cratere lunare, oggi completamente sommerso da lava, intitolato ai celebri astronomi italiani Antonio e Giorgio Abetti. L'unica struttura ad esso correlata ancora visibile in superficie è una sorta di dolce rilievo che anticamente costituiva la parete del cratere. Abetti è situato presso l'estremo sudorientale del Mare della Serenità, ad ovest del Mons Argaeus. È visibile dalla Terra solo quando i raggi solari sono particolarmente inclinati sull'orizzonte.